# فلسفة الطب
فلسفة الطب هي فرع من فروع الفلسفة التي تشمل المعرفة النظرية، الأنطولوجيا/الميتافيزيقيا و أخلاقيات الطب. ربما الأكثر شهرة الأخلاقيات الطبية، التي تتداخل مع أخلاقيات علم الأحياء. ويمكن تمييزها من فلسفة الرعاية الصحية، والتي هي في معظمها المعنية مع المشاكل الأخلاقية والسياسية الناجمة عن الرعاية بسبب البحوث الصحية والممارسة. هناك مجموعة متنوعة من الدورات الدراسية الجامعية, والمجلات، والكتب و المؤتمرات المكرسة لفلسفة الطب. وهناك أيضا اتجاه جديد  في فلسفة الطب يسمى فلسفة الطب التحليلية. 

## نظرية المعرفة الطبية
نظرية المعرفة هي دراسة المعرفة. الطرق التي يستخدمها المهنيين في مجال الرعاية الصحية (بداية من الأطباء الي علماء الطب الحيوي) للتوصل إلى معرفة واستخدامها، سواء كانوا أفرادا أو جماعات، وسط مخاوف من نظرية المعرفة الطبية.

### الطب القائم علي الأدلة
الطب القائم على الأدلة (EBM) يرتكز على دراسة السبل التي تمكننا من اكتساب المعرفة مثل الأسئلة السريرية كآثار التدخلات الطبية ودقة من الاختبارات التشخيصية، القيمة التنبؤية للعلامات.  بيانا لكيفية المعرفة الطبية يمكن تطبيقها على الرعاية السريرية. 
أدي الاهتمام بالطب القائم علي الأدلة الفلاسفة إلى النظر في طبيعة التسلسل الهرمي من الأدلة في الطب القائم على الأدلة والتي تتراوح بين أنواع مختلفة من البحوث المنهجية، ظاهريا، من خلال نسبة الثقة في الأدلة. في حين جيريمي هويك تقدم الدفاع عن الطب القائم علي الأدلة، معظم الفلاسفة قد أثاروا تساؤلات حول شرعيتها. يوجد أسئلة حول التسلسل الهرمي للأدلة حو مدي شرعيتها. وعن حالات معينة صعودا وهبوطا في التسلسل الهرمي ؛ وكذلك كيف ندمج أنواع مختلفة من الأدلة من مختلف المستويات في التسلسل الهرمي. أثار نقاد الأبحاث الطبية العديد من الأسئلة بشأن موثوقية البحوث الطبية.
بالإضافة إلى تلك الأنواع المعرفية بجوانبها  السريرية المنهجية يوجد مكان خاص  للعشوائية، ولاستخدام والعلاج الوهمي.

### العلاج الوهمي
ولد العلاج الوهمي لسنوات جدل عن ماهيته. تشير تعريفات العلاج الوهمي إلى خمول العلاج وعدم فاعليته في الحالة التي نداويها. وبالمثل، التعريفات لآثار العلاج الوهمي قد تشير إلى عدم الموضوعية أو عدم خصوصية تلك النتائج.  يشير هذا النوع من التعريفات إلى أنه عندما يعطى العلاج الوهمي، قد  يشعر المرء على نحو أفضل في حين لا يتحقق ذلك فعلا.